# 광물 가공

파쇄, 분쇄의 한 형태, 광물 처리의 단위 작업 중 하나

추출 야금 분야에서 광물 가공(鑛物加工)은 상업적 가치가 있는 광물을 광석에서 분리하는 과정이다.